# Opizzo Fieschi
Opizzo Fieschi, ou Opizo dei Fieschi, mort en 1291, était un clerc italien issu de l'importante famille génoise Fieschi. Après l'élection de son oncle Sinibaldo comme pape Innocent IV, il fut nommé patriarche latin d'Antioche, probablement en 1247 et jusqu'à la chute d'Antioche en 1268, où il ne devient plus que patriarche titulaire.

## Biographie
Opizzo est issu de la famille Fieschi, une dynastie génoise des comtes de Lavagna, au début du XIIIe siècle. Sa filiation est incertaine, bien que certains registres paroissiaux suggèrent que son père était Tedisio Fieschi. Son oncle paternel Sinibaldo fut élu pape Innocent IV en 1243. Un autre neveu d'Innocent IV, Ottobuono, servit dans diverses diaconies avant son élection comme pape Adrien V en 1276.
En octobre 1245, Opizzo fut envoyé pour mettre fin au conflit entre la Poméranie orientale et l'ordre Teutonique.
Le patriarche latin d'Antioche, Albert de Rezzato, mourut pendant le concile de Lyon et, peu avant le 22 juillet 1246, le pape Innocent IV nomma son neveu pour lui succéder. En octobre 1247, Opizzo fut nommé légat apostolique à la septième croisade, mais il ne quitta Gênes pour l'est qu'à la mi-1248. À ce moment-là, il avait obtenu l'approbation papale de son autorité sur tous les évêques suffragants du patriarche grec de sa ville. À son arrivée à Antioche, il excommunia Euthyme, qui fut contraint de fuir. À la fin de 1248, au milieu de la septième croisade, Opizzo demanda l'aide du roi de France Louis IX, à la suite des raids des Turcomans. Louis accorda à l'évêque et à son seigneur Bohémond V d'Antioche 600 arbalétriers, mais aucun chevalier, de peur que l'armée ne se disperse et qu'il soit impossible de la rassembler à l'heure prévue. Une lettre papale du 7 novembre 1252 lui ordonna de reconnaître que le prince Bohémond avait atteint l'âge de la majorité et n'avait plus besoin de la régence de sa mère, Lucienne de Segni. Des lettres du 30 mars 1254 lui accordèrent l'église de Nicosie et, en raison des dépenses occasionnées par ses visites à la Curie romaine, où il était professeur de droit, une partie des revenus de l'ancien évêque de Norwich et la moitié des subsides destinés à l'aide d'Antioche. Il était à Acre en octobre 1254.
Le successeur d'Innocent IV, le pape Alexandre IV, reconnut le service continu d'Opizzo comme légat papal dans la région le 23 mars 1255. Lorsqu'il fut élu patriarche de Jérusalem par ses trois chanoines, Alexandre jugea cependant bon d'annuler le résultat, nommant à la place l'évêque de Verdun le 9 avril. Le 17 décembre, en raison des destructions continues sur son territoire, Opizzo put recevoir la promesse d'obtenir le premier poste vacant dans les principautés d'Antioche ou de Chypre : cela fut honoré par la réception de l'église de Limassol à Chypre le 21 février de l'année suivante. Le 28 janvier 1256, les évêques de Tortose et de Tripoli reçurent l'ordre de fournir à Opizzo les fonds précédemment déposés auprès des Templiers et des Hospitaliers par Innocent IV. Le 6 septembre, cependant, il fut déchu de sa juridiction sur Nicosie.
Sous Urbain IV, successeur d'Alexandre IV, Opizzo reçut les revenus du prieuré de Saint-Lazare de Tripoli le 13 janvier 1262. En 1264, Opizzo était représenté à Antioche par un vicaire et il n'était apparemment pas présent dans la ville lorsqu'elle tomba dans un grand bain de sang aux mains de Baybars, le sultan d'Égypte, le 15 avril 1268.
Le pape Nicolas III le nomma directeur de l'église de Trani le 1er avril 1288.
Le pape Nicolas IV le nomma administrateur du diocèse de Gênes le 4 juin 1288, ce qui l'obligea à rendre Trani le 5 novembre. Il aurait soutenu le soulèvement raté du 1er janvier 1289. Par la suite, il resta à son poste mais s'enfuit de la ville, l'administration quotidienne étant laissée à son vicaire Bartolomeo da Reggio.
Il mourut en 1291 ou peu après.